# 자토이치 3 - 신 자토이치
자토이치 3 - 신 자토이치(新 座頭市物語: Masseur Ichi Enters Again)는 일본에서 제작된 타나카 토쿠조 감독의 1963년 액션, 드라마 영화이다. 카츠 신타로 등이 주연으로 출연하였다.

## 출연

### 주연
- 카츠 신타로

### 조연
- 츠보치 미키코
- 마키 치토세
- 콘도 미에코
- 카와즈 세이자부로

## 같이 보기
- 자토이치